# شتاینویزن
شتاینویزن (به آلمانی: Steinwiesen) یک شهر در آلمان است که در کروناخ واقع شده‌است. شتاینویزن ۳٬۷۷۸ نفر جمعیت دارد.